# 原昌宏
原昌宏（日语：／ Hara Masahiro，1957年—）是一名日本工程師，因在1994年發明QR碼而知名。

## 早期生活和教育
原昌宏於1957年在東京都出生。他就讀於法政大學電機工程系，並於1980年畢業。

## 職業生涯

內容為 （中文維基百科首頁）的QR碼

### 電裝和QR碼的發明
原昌宏在1980年畢業後，進入豐田集團的子公司電裝工作，從事條形碼系統的開發。1992年，原昌宏被電裝公司的開發部門（後改組為Denso Wave）指派开发用於高效追踪汽車工業中使用的零件的新式條碼。有一天工作時，在午休時間的圍棋遊戲中，他認知到圍棋的黑白布局可以用來編碼信息，他還通過針對印刷品的調查得出了適用於定位圖案的獨一無二的比例，從而防止解碼軟件誤讀。該代碼於1994年作為QR碼推出。
2021年，QR碼被用於預訂和追蹤COVID-19測試和聯繫人追踪。原昌宏表示，他希望開發用於其他醫療目的的QR碼，包括X射線或心電圖數據等成像。截至2022年，原昌宏仍為電裝公司工作。

### 國際協力機構
原昌宏是國際協力機構致力改善尼日教育的「人人都有學上」項目的總工程師和顧問。

## 著作
- Co-author of chapters 7 & 12 of  "Educational development through community-wide collaboration", 2020 book "Community Participation with Schools in Developing Countries" ISBN 9780429057472[15][16]

## 獲獎

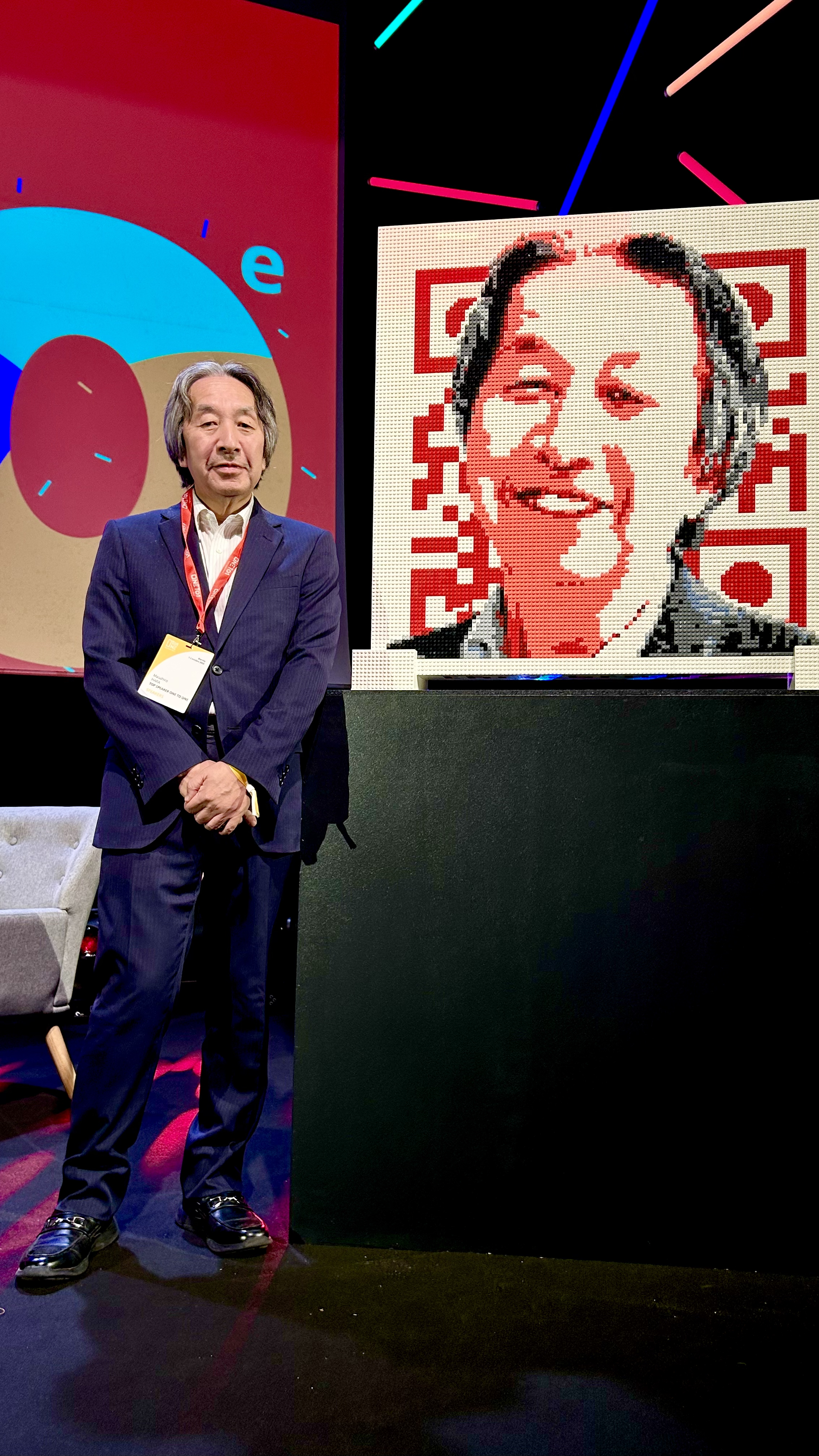
原昌宏站在艺术家qargo用乐高积木制作的他的肖像前

2014年，原昌宏因其革命性的QR码发明而受到广泛认可，该发明改变了全球各个行业。同年，他和QR码研发团队的发明者们获得了欧洲发明家奖。2014年颁奖典礼于6月17日在柏林的德国电信代表处（前凯撒电报局）举行，以纪念该发明的20周年。
2024年10月，原昌宏首次访问法国，庆祝他发明的30周年。在当代艺术家qargo的邀请下，原昌宏作为他的朋友，出席了第10届1to1客户体验活动，这是首位将QR码融入艺术的先驱之一。在比亚里茨举办的该活动中，原昌宏作为贵宾，分享了QR码的诞生故事。他强调了QR码如何在现代世界中引发革命并改变了多个行业，例如在中国每天超过20亿次支付的便捷性、电子票务的转变以及在房地产、医疗、广告、信息和工业等日常各个领域中的应用。
活动期间，qargo展示了一件艺术作品——一幅原昌宏的原创肖像画，以庆祝这一具有划时代意义的技术革新30周年。原昌宏作为现代版的古登堡，风趣地提到自己依然可以手动用纸和铅笔解读QR码。他还谈到QR码的未来潜力，设想可以存储多达7000个字符的彩色版本，包括短视频，直接在码上可见。
为了纪念原昌宏的生日，QR码世界日被设定在8月8日。